# Kim Weckström

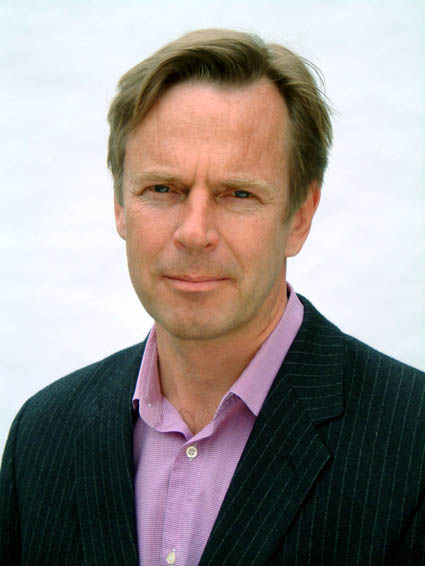
Kim Weckström

Kim Weckström, född 13 april 1952 i Helsingfors, är en finlandssvensk författare, journalist och mediaentreprenör.

## City
Weckström har bl.a. grundat den finska tidningen City (City-lehti) år 1985 tillsammans med Eero-Pekka-Rislakki. Tidningen hette först "1999 City-lehti" och hade den svenska tidningen ETC som förebild. Tidningen gjordes i samarbete med Johan Ehrenberg som bl.a. svarade för tidningens reproarbete. På våren 1986 bytte tidningen format till tabloid med Nöjesguiden som förebild. Tidningens grundare Kim Weckström har berättat historien om hur tidningens nya chefredaktör Kari Kivelä skickades till Stockholm för att träffa Nöjesguidens grundare Ajje Ljungberg och Michael Marlow i industrispionagesyfte. Några veckor senare inbjöds Marlow och Ljungberg till Helsingfors, "söps fulla och informerades om att Nöjesguidens motsvarighet skulle börja utkomma i Helsingfors". "De snodde vårt koncept och hade mage att informera oss om det på förhand", har Ajje Ljungberg kommenterat händelsen.[källa behövs] Tidningen City utkommer idag i tretton olika städer i Finland med en upplaga på 225 000 och en läsekrets på över 400 000. Kim Weckström har varit investerare i ett antal start-up-bolag bl.a.  dopplr.

## 1990-talet
År 1994 grundade Weckström tidningen Markkinointi&Mainonta, motsvarigheten till tidningen Resumé i Sverige. År 1995 grundade Weckström och Aleksi Niemisen ett av Finlands första Internet-konsultbolag The Works Finland Oy, som år 1997 såldes till Icon Medialab, och blev Icon Medialab Finland. Samma år grundade Weckström på uppdrag av Talentum Oyj  Satama Interactive Oyj, som börsnoterades år 2000. Satama Interactive var Finlands största internetkonsultbolag tills det år 2007 fusionerades med Trainers House Oyj. År 1999–2004 verkade Weckström som konsult i London för e-Strategy Advisors.
I dag verkar Weckström som partner inom Avaus Consulting Oy som han grundat tillsammans med Tom Nickels år 2005.

## Utbildning
Weckström är samhällsvetare med kommunikationslära som huvudämne. Han avlade pol.lic. examen vid Tammerfors universitet år 1981. Weckström har studerat som stipendiat vid Sorbonne 1978–1979 och vid World Press Institute åren 1983–1984.
I början av sin media- och webentreprenörskarriär jobbade Weckström som tf. biträdande professor i kommunikationslära och journalistik först vid Svenska social- och kommunalhögskolan vid Helsingfors universitet och sedermera vid Åbo Akademi.

## Segling
Weckström tävlingsseglar aktivt inom 8mR-klassen med Vågspel, konstruerad av  Birger Slotte och byggd på Wilenius båtvarv. Weckström verkade som kommodor på Helsingfors Segelsällskap 2010-2012.

## Skönlitteratur
- Trägrottan 1984 1985; ISBN 951-52-0920-X
- Sista sommaren 1995; ISBN 951-52-1628-1

## Film
- "Ursula" 1986 (Filmatisering av Trägrottan, regi Jaakko Pyhälä)